# Bia Guedes
Bia Guedes, ou Beatrix Guedes , é cineasta, fotógrafa e diretora de arte, e fundadora da Selva Filmes, em São Paulo. 
Brasileira, natural de São Paulo, após formar-se  em Artes Plásticas pela FAAP - Fundação Armando Álvares Penteado, em São Paulo, mudou-se em 1990 para Londres onde estudou Fotografia na Central Saint Martins College of Art and Design, e fez pós graduação em Tecnologia de Cor na Fotografia pela London College of Printing. Membra do British Institute of Professional Photographers, foi fotógrafa de moda por mais de dez anos, tendo seu trabalho publicado em revistas no exterior e nas principais revistas de moda do Brasil. Em 1998, de volta a São Paulo, passou a fazer direção de arte em filmes publicitários, cinema e espetáculos. Em 1999 fez a direção de arte do filme Santa Ursula, que recebeu o premio de Leão de Bronze no Festival de Cannes. Em 2001 começou a dirigir curtas, filmes publicitários e videoclipes. Seu curta Freak Gallery, de 2002, foi selecionado para o New York GLBT Film Festival, e Seul Net Festival, além de ter sido selecionado no Festival Mix Brasil. A partir de 2007, começa a dirigir conteúdo para televisão, tendo co-dirigido programas para a CNN internactional, e dirigido programas e séries para a televisão brasileira. Fez também direção artística e de conteúdo para vários espetáculos musicais. Em 2010, depois de tres anos escrevendo o roteiro, começou a pré-produção de seu primeiro longa metragem: A Ilusão Salva a Raça Humana. 

## Filmografia
- 2010 - A Ilusão Salva a Raça Humana - ficção - longa metragem - direção e roteiro
- 2010 - Eldorado - docudrama de Paula Goldman - longa metragem - produção executiva <ref>"Eldorado " RG Vogue - RGVogue. Web. 27 de julho de 2010.
- 2007 - O Guarani - audiovisual - longa metragem - direção
- 2006 - Mar de Homens - audiovisual - curta metragem - direção com Tatiana Toffoli, fotos de Roberto Linsker
- 2002 - Freak Gallery - ficção - curta metragem - direção
- 1995 - Pelvis Para Sempre -  ficção - curta metragem -direção com Jackson Araújo e Eli Sudbrack - no acervo do MAM de São Paulo

## Televisão
Direção : 
- 2010 - Globalpop - em produção - 13 episódios gravados em 7 cidades do mundo
- 2009 - Ecoprático - TV Cultura - 12 episódios - reality show sobre sustentabilidade
- 2009 - Fashion Splash - Fashion TV Brasil - 13 episódios - a história e trajetória dos ícones da moda
- 2008 - Kitchenet - culinária pop com Luiz Alfredo Guedes

## Espetáculos
- 2007-  O Guarani - uma ópera Eletronica -  versão eletrônica da Ópera O Guarani, de Carlos Gomes -  direção artística
- 2008 - Bruno e Marrone - direção artística
- 2005 - Capital Inicial - tourne Gigante - direção de conteúdo
- 2004 - Capital Inicial - tourne Rosas e Vinho Tinto - direção de conteúdo